# Cao Bảo Dung
Cao Bảo Dung (tiếng Trung: 高保融; 920－960) là vị quân chủ thứ ba của vương triều Kinh Nam, một trong mười nước từng tồn tại ở miền Trung Nam Trung Quốc sau khi nhà Đường sụp đổ.

## Hành trạng
Nam Bình Trinh Ý vương Cao Bảo Dung, tự Đức Trưởng (德長), là con trai thứ ba của Nam Bình Văn Hiến vương Cao Tòng Hối. Năm 948, Cao Tòng Hối chết, Cao Bảo Dung kế vị, không lâu sau được nhà Hậu Hán phong làm Kinh Nam Tiết độ sứ, Đồng bình chương sự, kiêm Thị trung. Năm 951, được nhà Hậu Chu phong làm Bột Hải Quận vương, đến năm 954, được phong làm Nam Bình vương.
Cao Bảo Dung tính tình ngu độn, không có tài năng trị quốc, triều chính đều nhờ em trai Cao Bảo Húc quyết định. Năm 960, nhà Tống thành lập, Kinh Nam chuyển sang thần phục Tống triều, mỗi năm 3 lần tiến cống. Cũng trong năm này, Cao Bảo Dung bệnh chết, được nhà Tống truy tặng Thái úy, thụy Trinh Ý vương. Do con trai Cao Kế Trung còn nhỏ, Cao Bảo Dung di mệnh cho em trai Cao Bảo Húc kế vị.